# Maison du Peuple (Montegnée)
La maison du Peuple de Montegnée est un immeuble à la façade de style Art déco construit en 1931 et 1932 à Montegnée (commune de Saint-Nicolas) en province de Liège (Belgique).

## Histoire
La maison du Peuple est construite en 1931 et 1932 et inaugurée en 1932 d'après les plans de l'architecte liégeois
Joseph Moutschen pour l'Union coopérative de Liège qui avait englobé la société coopérative L’Avenir montagnard après la Première Guerre mondiale.

## Situation
La Maison du Peuple se situe au centre de la localité de Montegnée au n°24 de la place du Cri du Perron.

## Description
La façade symétrique de trois niveaux (deux étages) et de trois travées est enduite de couleur blanche. 
Les baies de couleur rouge de chaque niveau sont différentes . Au rez-de-chaussée, huit baies vitrées cintrées sont placées en retrait de la façade. Au premier étage, trois grandes baies rectangulaires sont divisées par des petits bois et possèdent des garde-corps aux lignes droites de style Art déco. Au second étage, on compte six baies vitrées rectangulaires sous linteaux bombés.
L'ornement de la façade est remarquable et très représentative du style Art déco. Au sommet, une imposante tête sculptée représentant un masque aux traits féminins avec bandeau frontal se trouve sous un fronton en escalier et au-dessus de l'inscription MONTEGNEE CINE, renseignant la fonction initiale du bâtiment. Aux allèges des baies du second étage, on peut lire l'inscription MAISON DU PEUPLE et, à l'allège de la baie centrale du premier étage, se trouve un cartouche mouluré reprenant les lettres UC, initiales de l'Union coopérative. Les parties latérales de la façade sont constituées de pilastres occupant toute la hauteur du bâtiment où court une guirlande interrompue entre le rez-de-chaussée et le premier étage par un médaillon ovale. Au sommet des pilastres, une petite niche rectangulaire est entourée de briques rougeâtres.

## Classement
La façade principale et le versant de toiture de la maison du Peuple sont classés et repris sur la liste du patrimoine immobilier classé de Saint-Nicolas depuis le 29 mars 1984.

### Source et lien externe
- https://communesaintnicolas.wordpress.com/2019/03/13/la-place-cri-du-perron-a-montegnee/